# Roman de mœurs
Le roman de mœurs est une forme littéraire appartenant au genre romanesque qui a pour but de décrire un milieu ou un problème social. Il propose une vision non idéalisée du monde. Parmi les auteurs les plus représentatifs, on peut citer l'abbé Prévost avec son roman Manon Lescaut, Gustave Flaubert avec son roman Madame Bovary et Guy de Maupassant avec son roman Bel-Ami.

## Définition
Il est admis généralement que la plupart des romans qui s'inscrivent dans le genre réaliste font une peinture de l'existence et donc par voie de conséquence du comportement individuel ou social des êtres humains. Mais lorsque cela devient pour l'auteur la ligne directrice, l'objet principal de la démarche créatrice, ces romans appartiennent de fait au genre roman de mœurs. 
Tantôt le romancier s'attache à mettre au premier plan l'aspect anecdotique, pittoresque de la situation, tantôt il fouille en dedans de la surface des choses pour montrer les hommes en prise avec l'ordre social et ses contraintes, ses normes, ses usages et ses violences non dites ou écrites. Dès lors l'écrivain choisit d'être un observateur impartial et objectif en prenant ses distances comme Gustave Flaubert ou il s'engage, se positionne soit en faveur de l'insoumis, du révolté, du marginal écrasé par le système et qui veut affirmer son individualité envers et contre tout, soit au contraire il défend les valeurs morales établies en accentuant et dramatisant les insuffisances et les faiblesses de tous ceux qui veulent s'y dérober.

## Romans notables

### Satyricon
Dans cet ouvrage qui remonte au Ier siècle l'auteur Petrone brosse un portrait sans concession des mœurs des citoyens romains à l'époque de Néron à travers l'itinéraire de trois jeunes marginaux dans le sud de l'Italie.

### Anna Karénine
Roman-phare de la littérature russe écrit entre 1875 et 1877 par Léon Tolstoï.

### Les Mystères de Montréal
Les Mystères de Montréal de Hector Berthelot prétendent appartenir au genre du roman de mœurs par leur sous-titre. Mais cette classification est discutée par la critique littéraire.

### Madame Bovary
Gustave Flaubert représente la quintessence du genre par sa rigueur stylistique et la précision de l'observation.

### Bel-Ami
Guy de Maupassant décrit sans complaisance dans son roman écrit en 1885 le parcours d'un journaliste mondain dévoré d'ambition prêt à toutes les mesquineries et bassesses pour entrer dans les hautes sphères du pouvoir et de l'argent.

### Tess d'Urberville
Avec Jude l'obscur, c'est le grand roman de mœurs de Thomas Hardy et de la littérature anglo-saxonne. Il fut écrit en 1891 et raconte l'histoire sentimentale d'une femme ballotée d'un homme à un autre et qui par désespoir en vient au meurtre.

### Gatsby le Magnifique
Célèbre roman de Francis Scott Fitzgerald écrit en 1925.

### Thérèse Desqueyroux
L'auteur François Mauriac décrit dans cet ouvrage majeur écrit en 1927 le tragique itinéraire d'une femme pleine de vie et de force qui l'amène au crime.

## Source
- Nouveau Mémo Larousse 1999 p. 1132